# Enguerrand d'Eudin
Enguerrand d'Eudin, mort le 6 mars 1391, est un capitaine et officier royal pendant la Guerre de Cent Ans. Il est au service du roi de France Jean II le Bon et de ses fils Charles V et Louis Ier d'Anjou.

## Biographie

### Homme de guerre
Enguerrand d'Eudin est un chevalier picard, issu de la petite noblesse des confins du Ponthieu et du Boulonnais. Seigneur d'Eudin et de Frencq, il serait le fils de Wales d'Eudin, bailli de Fiennes et de Mahaut d'Hodicq, dame de Frecq, fille de Huon d'Hodicq et de Marie de Renty, mais cette filiation n'est pas prouvée. Sans pouvoir le situer précisément, on trouve une trace du nom de famille d'Eudin à Frencq.
Enguerrand d'Eudin est cité dès 1351, combattant en Poitou et en Limousin sous les ordres de son compatriote et protecteur le maréchal Arnoul d'Audrehem,,,.
Il est nommé capitaine de Loches le 3 juin 1358 et organise des travaux de remise en état des fortifications, du pont-levis et du donjon fort en 1358-1359,,. Il reprend aux routiers anglo-navarrais l'abbaye de Beaulieu-lès-Loches mais échoue à  combattre efficacement les Anglais. Pierre de Palluau, seigneur de Montrésor, l'accuse en 1364 devant le Conseil du roi de maltraiter la population; d'être cupide et peu enclin à défendre les intérêts du roi. Enguerrand d'Eudin est remplacé à Loches en août 1364 par Jean d'Azay,, mais le Parlement rend en novembre un arrêt qui lui est favorable.
En 1361, il aurait informé le roi, au retour d’un pèlerinage à Saint-Jacques-de-Compostelle, des préparatifs militaires de Charles le Mauvais dans son royaume de Navarre.
Enguerrand d'Eudin combat probablement à la bataille de Cocherel en 1364. Selon la Chanson de Bertrand du Guesclin, il parvient échapper aux ennemis qui le poursuivent en traversant la Seine à cheval et rejoint ainsi les troupes de Bertrand du Guesclin,.

### Officier royal

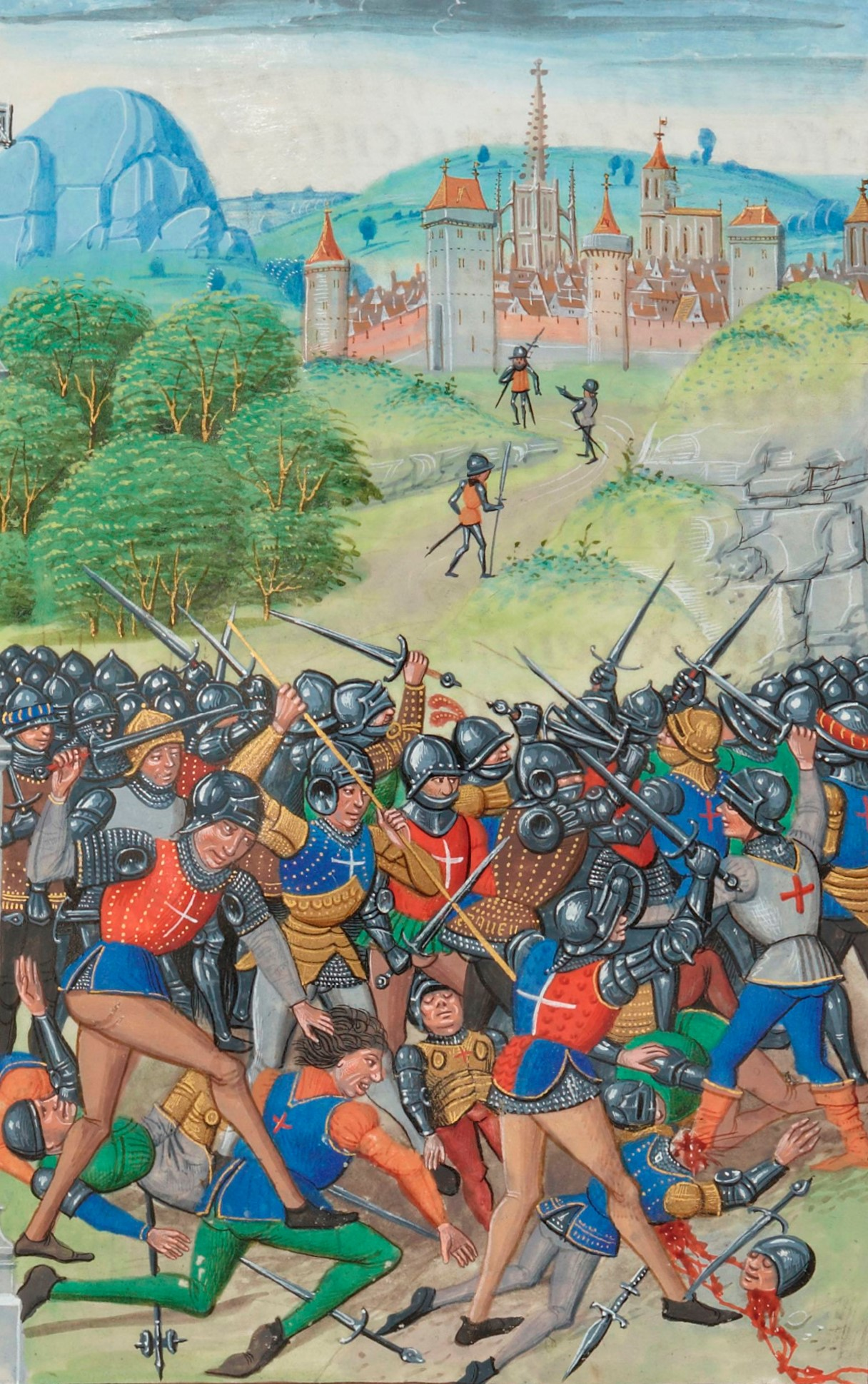
Bataille de Pontvallain. Chroniques de Jean Froissart.

Son mariage avec Jeanne de Châteauvillain conforte Enguerrand d'Eudin dans une position sociale plus élevée. En 1369 ou 1370, il est nommé gouverneur de Tournai et participe à la victoire de Pontvallain en décembre 1370,,.
En 1372, il est nommé gouverneur et sénéchal du Ponthieu et capitaine du Crotoy,,. Il porte les titres de chevalier, conseiller et chambellan du roi. Il joue un rôle important dans l'armée royale. En mars 1375, Il participe aux côtés de grands seigneurs, aux négociations avec les Anglais qui aboutissent à la signature de la trêve de Bruges. Il reçoit la châtellenie de Rozoy en Thiérache, prise à Pierre de Craon banni du royaume.
À partir de 1379, Enguerrand d'Eudin fait partie des proches de Louis Ier d'Anjou,. À la fin de l'année 1379, alors que Louis d'Anjou est lieutenant du roi en Languedoc, Enguerrand d'Eudin est nommé sénéchal de Beaucaire,, et envoyé mater une révolte à Montpellier,. Dans la sénéchaussée de Beaucaire, il réprime la révolte des Tuchins en 1382-1383,. Il participe activement à la guerre de l’Union d'Aix entre d'une part les villes qui soutiennent Charles de Duras et d'autre part Louis Ier d’Anjou puis sa veuve Marie de Blois,. En 1383-1385, il occupe différentes places de Provence en leur nom mais aussi pour son propre compte. Des rumeurs l'accusent de vouloir les garder. Finalement, il négocie avec Marie de Blois des indemnités pour lui rendre ces villes,,,,.

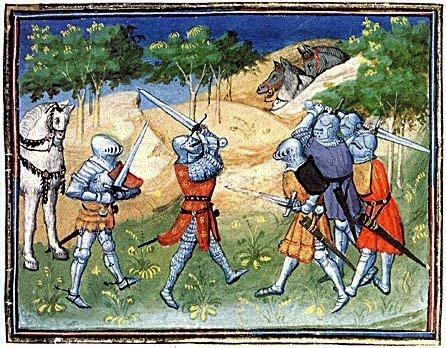
La révolte des Tuchins, Grandes Chroniques de France, XIV-XVe siècles, BnF.

À la fin de l'année 1385, Enguerrand d'Eudin est nommé gouverneur du Dauphiné,,. Il l'administre efficacement jusqu’à sa mort, sauf deux courts moments en 1386. En mai 1386, il est envoyé à Milan négocier le mariage de Louis Ier d'Orléans et de Valentine Visconti et en  septembre de la même année il reprend la capitainerie du Crotoy, quand le roi de France prépare un débarquement en Angleterre,. En 1387-1388, il organise la défense du Dauphiné contre les troupes de Jean III d'Armagnac,,.
Malade, Enguerrand d'Eudin fait rédiger son testament à l'Hôtel-Dieu de Paris le 19 octobre 1390 et un codicille le 25 février 1391,. Il lègue notamment aux Célestins d'Amiens, établissement à fonder, la terre d'Ergnies en Ponthieu et 3 000 francs.
Il meurt le 6 mars 1391,. Il est enterré dans l’église de Frencq,,, comme les autres membres de sa famille. Il ne reste plus de trace de sa sépulture dans l'église de Frencq, sauf un gisant qui a été déplacé à divers endroits dans l'église et redressé,. Un mausolée lui est aussi consacré dans une chapelle de la collégiale Saint-André de Grenoble,. Son cœur est enseveli dans l'église des Célestins d'Amiens.

### Mariage et descendance
Avant le mois de novembre 1369, Enguerrand d'Eudin épouse une riche veuve, Jeanne de Châteauvillain, dont il est le quatrième mari,,,. Fille de Jean III de Châteauvillain et de Marguerite de Noyers, elle est veuve de Jean de Thil-en-Auxois, connétable de Bourgogne, puis de Jacques de Vienne, seigneur de Saint-Georges et enfin du routier Arnaud de Cervole. Enguerrand d'Eudin porte le titre de seigneur de Châteauvillain en novembre 1369.
Enguerrand d'Eudin et Jeanne de Châteauvillain ont une fille unique, Jeanne d'Eudin, mariée en 1377 à Louis d'Abbeville seigneur de Boubers, Domvast et Beaumetz-lès-Cambrai.

## Héraldique
Enguerrand d'Eudin porte les armoiries suivantes : D'azur à l'aigle éployée d'argent membrée d'or,.